# Tserenjav Enkhjargal
Tserenjav Enkhjargal (mongol : Цэрэнжав Энхжаргал), né le 26 octobre 1984 en Mongolie, est un footballeur international mongol évoluant au poste de défenseur dans le club de l'Erchim à Oulan-Bator, dans le championnat de Mongolie de football.

## Biographie

### Carrière internationale
Bayasgalan Garidmagnai est convoqué pour la première fois par le sélectionneur national Ishdorj Otgonbayar en 2000. 
Il compte 24 sélections et 0 but avec l'équipe de Mongolie depuis 2000.

## Palmarès
- Avec l'Erchim :
  - Champion de Mongolie en 2012 et 2013
  - Vainqueur de la Coupe de Mongolie en 2011 et 2012
  - Vainqueur de la Supercoupe de Mongolie en 2011, 2012 et 2013